# Serrahn (Kuchelmiß)

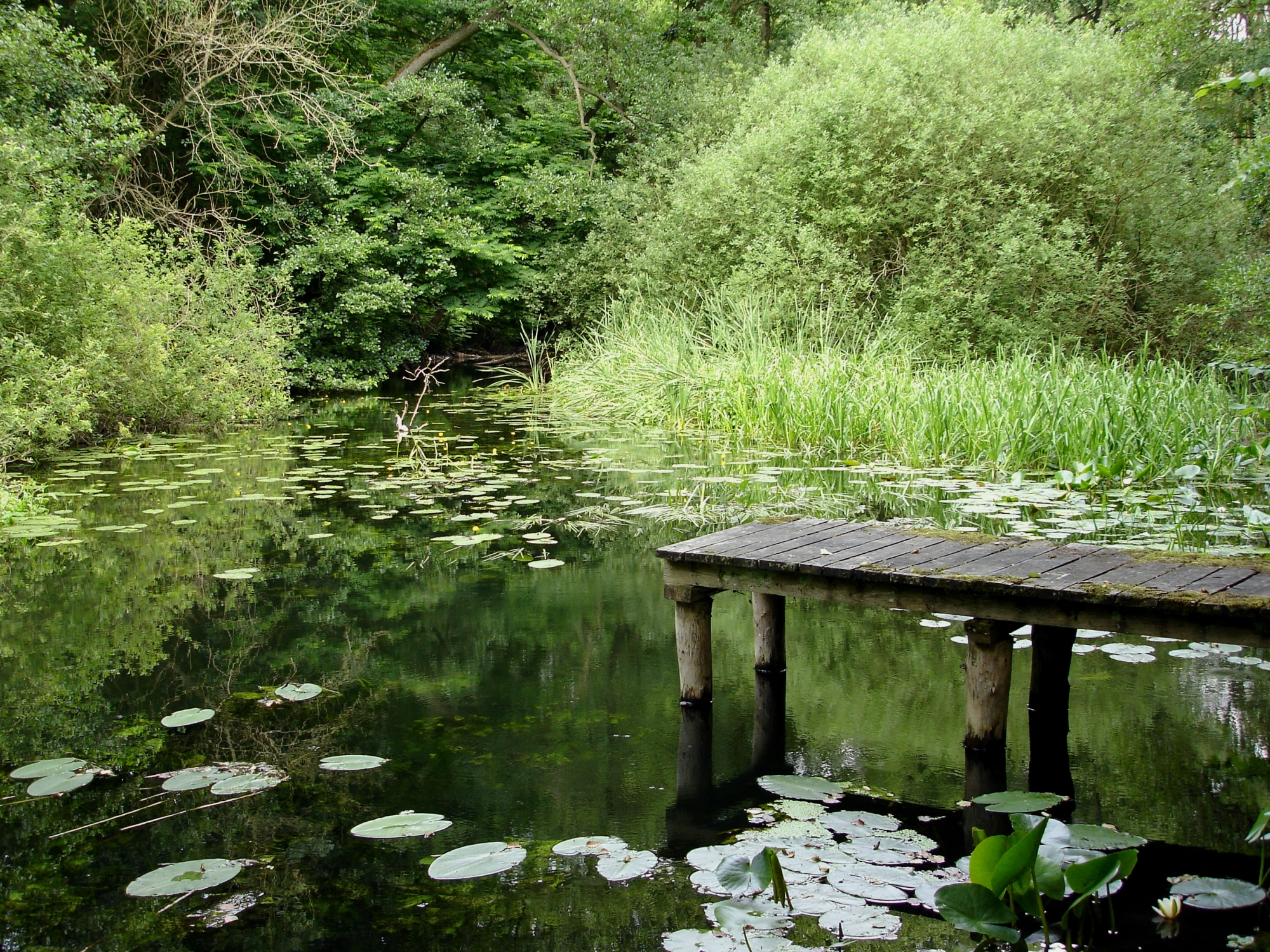
Nebeldurchbruchstal zwischen Kuchelmiß und Serrahn

Serrahn ist ein Ortsteil der Gemeinde Kuchelmiß im Landkreis Rostock in Mecklenburg-Vorpommern, Deutschland.

## Geografie
Serrahn liegt im Zentrum Mecklenburg-Vorpommerns am Nordostufer des Krakower Sees und am Nordufer des Serrahner Sees. Nördlich des Ortes tritt die Nebel aus dem Krakower See aus und durchbricht in einem Waldgebiet einen Höhenzug. Der Flusslauf und angrenzende Flächen sind von dort bis Klueß als Naturschutzgebiet ausgewiesen.
Die bebaute Ortslage befindet sich etwa 50 bis 60 m ü. NHN. Südlich liegt der 61 Meter hohe Glockenberg. Zu den Seeufern fällt das Gelände auf 48 Meter ab. 500 Meter östlich von Serrahn liegt die Siedlung Serrahn Hof.

## Geschichte

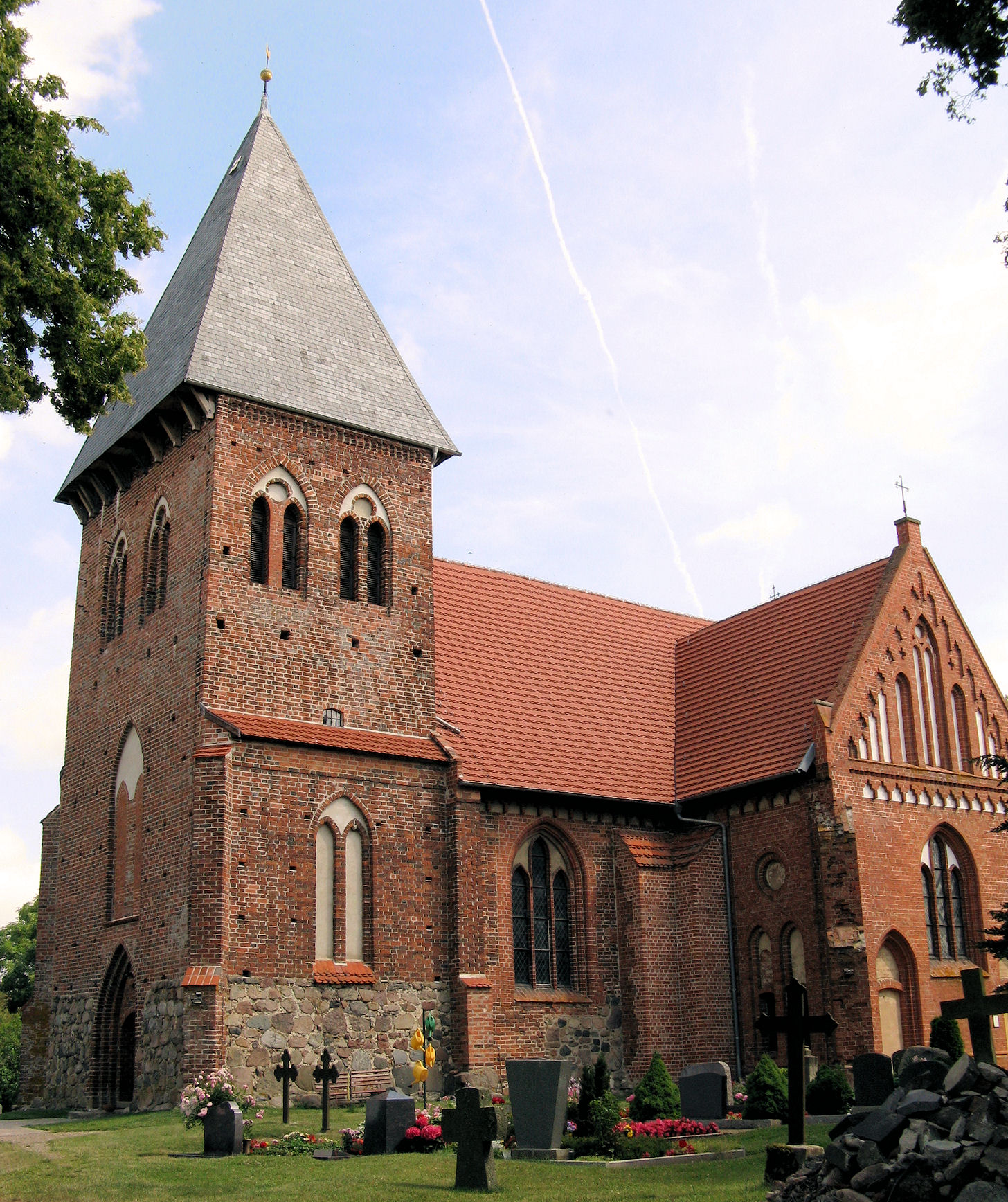
Dorfkirche Serrahn

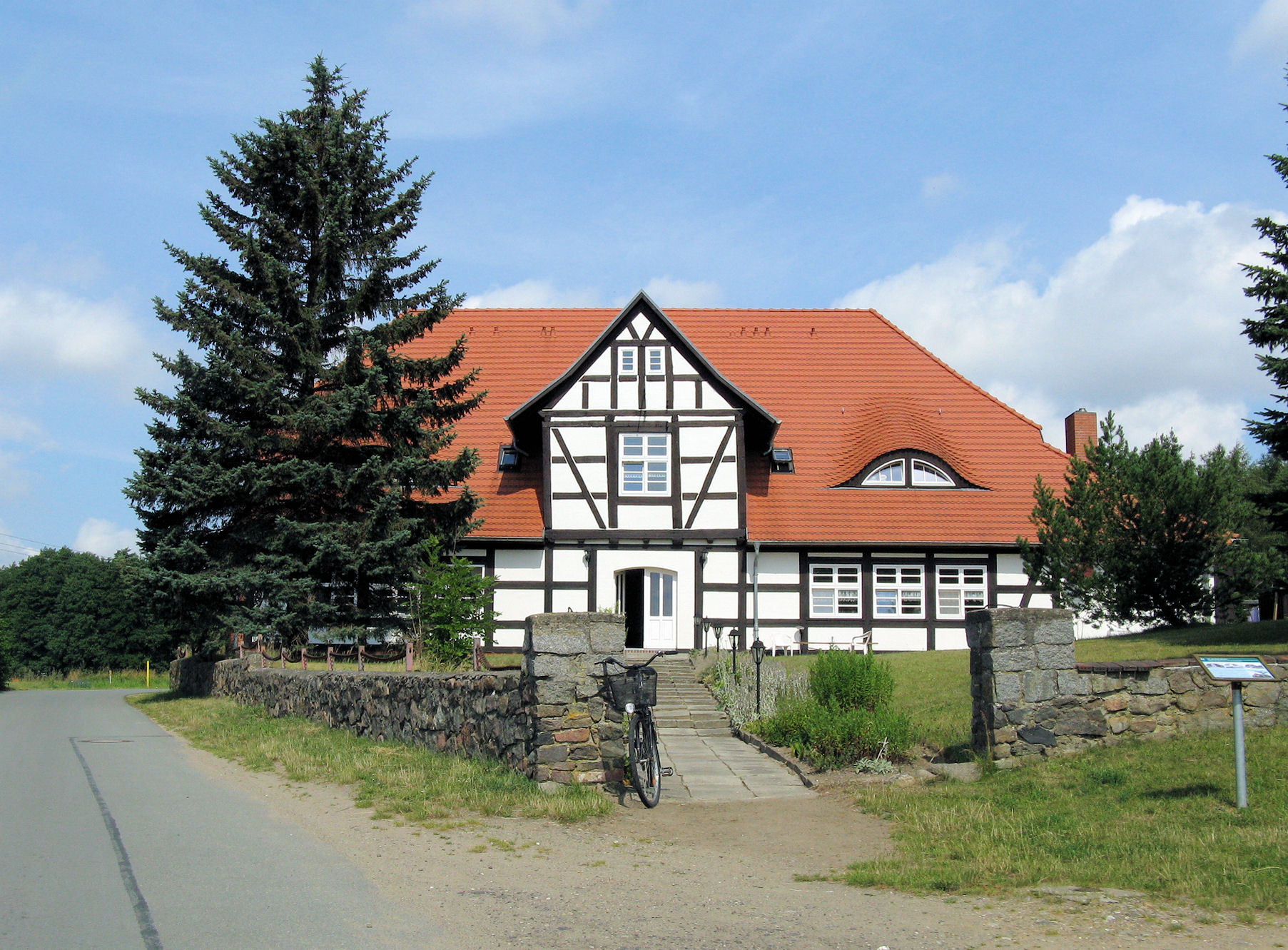
Ehemaliges Zollhaus

Serrahn wird 1296 als ceran und 1517 als Serran erwähnt. Der Name ist slawischen Ursprungs und bedeutet so viel wie Aalfang. 
Serrahn gehörte zum Kuchelmisser Gutsbesitz, der seit Jahrhunderten der Familie Hahn gehört hat. Graf Max Hahn (1838–1903), Sohn des Grafen Friedrich Hahn auf Basedow, verkaufte 1896 die Besitzungen Kuchelmiß, Serrahn, Wilsen, Wilser Hütte und Hinzenhagen an den Prinzen Albert von Sachsen-Altenburg; das Revier galt als eine der besten Rotwildjagden. Der Prinz erwarb noch Ahrenshagen und Seegrube hinzu. Er starb 1902 auf Serrahn und wurde auf seinen Wunsch hin im Wald bei Wilsen beigesetzt. Der Besitz fiel an seine beiden Töchter. Das zweigeschossige Herrenhaus (Schloss) von 1866 in U-Form mit Mansarddach wurde in den 1950er Jahren abgerissen und das Gut aufgesiedelt.

## Sehenswürdigkeiten
- Gotische Backsteinkirche Serrahns von 1240; Umbau 1872 nach Plänen Theodor Krügers und vergrößert zu einer Kreuzkirche; Grundstücksmauer aus Ziegel auf Feldsteinfundament mit Durchlässen als gotische Torbögen. Zur Ausstattung der Kirche gehört der reich ornamentierte Orgelprospekt aus dem Jahr 1740. In der nördlichen Seitenkapelle befindet sich ein hochwertiges Altarbild von Karl Gottfried Pfannschmidt von 1873/74. Der Backsteinturm mit Feldsteinsockel enthält vier Glocken.
- Das ehemalige Zollhaus Alte Post wurde 1687 erstmals erwähnt. Der Fachwerkbau mit Krüppelwalmdach, Fledermausgauben und Zwerchhaus ist heute Sitz einer diakonischen Einrichtung.
- Die ehemalige, heute als Wohnhaus genutzte Schmiede des Ortes ist ein Feldsteinbau, deren Vorhalle durch vier Säulen abgestützt ist.
- In einem Waldstück etwa 1,5 km südöstlich von Serrahn befindet sich ein gut erhaltenes Großsteingrab aus der Jungsteinzeit.

## Verkehr
Durch Serrahn verläuft die Kreisstraße 28 von Kuchelmiß nach Dobbin. Weitere Verbindungsstraßen führen in den Ortsteil Ahrenshagen, nach Langhagen und Krakow am See. Die Bundesautobahn 19, die östlich des Ortes entlangführt, ist über die Anschlussstelle Kuchelmiß zu erreichen. Der nächste Bahnhof mit regelmäßiger Personenbeförderung befindet sich in Langhagen.

## Persönlichkeiten
- Uwe Holmer (* 1929 in Wismar; † 2023 in Serrahn), Pastor und Autor